# Loghill Village
Loghill Village è un centro abitato (census-designated place) degli Stati Uniti d'America, situato nella contea di Ouray dello stato del Colorado. Nel censimento del 2000 la popolazione era di 311 abitanti.

## Geografia fisica
Secondo i rilevamenti dell'United States Census Bureau, Loghill Village si estende su una superficie di 14,2 km².